# Jessica Nettelbladt
Jessica Maria Nettelbladt, född 7 augusti 1972 i Malmö, är en svensk regissör, dokumentärfilmare och författare, specialiserad på personliga djupintervjuer.

## Biografi
Jessica Nettelbladt har gjort flera uppmärksammade dokumentärer. Hon har skrivit boken Att leva och överleva som dokumentärfilmare (2012). Nettelbladt har en konstnärlig masterexamen från Filmhögskolan vid Göteborgs universitet, och är utbildad vid Stockholms Dramatiska Högskola, Biskops-Arnö och IHTV. Hon har läst psykologi och psykosyntes vid universitet och har arbetat med marginaliserade och socialt utsatta grupper. 2018 utkom hon med boken Röster innanför murarna, sammanställd från berättelser av intagna vid Sveriges kvinnofängelser.
Filmen Jag är min egen Dolly Parton (2011) hyllades av kritiker och visades på biografer, TV och filmfestivaler nationellt och internationellt. Filmen MonaLisa Story (2016) har fått flera utmärkelser både i Sverige och utomlands samt nominerades i kategorin Bästa dokumentärfilm på Guldbaggegalan 2017. Filmen hade världspremiär i 10 december 2015 och var nominerad till bästa dokumentär på Copenhagen International Documentary Film Festival (CPH:Dox) med svensk biopremiär 25 mars 2016. Den tilldelades juryns specialpris på Nordic Dox 2016 och nominerades till bästa dokumentärfilm på Nordisk Panorama 2016
2019 gjorde hon filmen Funkiskungen tillsammans med Stefan Berg. 
Jessica Nettelbladts långfilm Drömprins 2021 blev utvald till flera filmfestivaler runt i världen. Tempo dokumentärfestival , där filmen var uttagen som bästa dokumentär, CPH DOX, American Documentary and Animation Film Festival, Krakow Film Festival och Carmarthen Bay Film Festival i Wales, DocPoint i Finland. Drömprins blev nominerad till bästa dokumentär på Moscow International Documentary Film Festival i Ryssland. Filmen blev också uttagen som bästa dokumentär på  KASHISH Mumbai International Queer Film Festival i Indien. På Madrids internationella filmfestival blev filmen uttagen i hela tre kategorier, bästa internationella dokumentärfilm, bästa regi till Jessica Nettelbladt och bästa klipp (Michal Leszczylowski, Åsa Mossberg, Jessica Nettelbladt). Drömprins blev uttagen till att vara invigningsfilm när Malmö tillsammans med Köpenhamn arrangerade Worldpride2021. Nettelbladt vann priset för bästa regi av internationell dokumentärfilm på Madrid international filmfestival 2021. Filmen var nominerad som bästa dokumentär på Nordisk Panorama 2021 och i tävlan på Fidba i Buenos Aires, Argentina 2022.
2021 blev Jessica Nettelbladt tilldelad Malmö Stads pris för mänskliga rättigheter för sitt arbete att möta, förstå, följa och skildra utsatthet och utanförskap.

## Filmografi
- 2002 – Kärlek är
- 2003 – Livets hjul
- 2005 – Vägen till Pärleporten
- 2007 – Minnen dör aldrig
- 2007 – I Edens Lustgård
- 2008 – Under stjärnorna i Malmö
- 2009 – Mitt Helvete
- 2011 – Jag är min egen Dolly Parton
- 2016 – MonaLisa Story
- 2019 – Funkiskungen
- 2021 – Drömprins

## Böcker
- Att leva och överleva som dokumentärfilmare (2012)
- Röster innanför murarna (2018)